# Mamma, ho trovato un fidanzato
Mamma ho trovato un fidanzato (Son in Law) è un film del 1993 diretto da Steve Rash.
Uscito nei cinema americani nel luglio 1993 (in Italia come film tv), nella commedia sono presenti camei non accreditati di Brendan Fraser e del bassista Flea.
L'università usata come ambientazione di alcune scene è la California State University, Northridge. Per questo film Pauly Shore ha ricevuto una nomina agli MTV Movie Award alla miglior performance comica.